# Максакова, Людмила Васильевна
Людми́ла Васи́льевна Макса́кова (род. 26 сентября 1940, Москва, СССР) — советская и российская актриса театра, кино и дубляжа, певица; народная артистка РСФСР (1980), лауреат Государственной премии России (1995). С 1961 года — артистка Государственного академического театра имени Е. Б. Вахтангова.

## Биография
Родилась 26 сентября 1940 года в Москве в семье баритона Большого театра Александра Александровича Волкова и оперной певицы, солистки Большого театра Марии Петровны Максаковой.
В 1961 году Людмила Максакова окончила Театральное училище имени Б. В. Щукина. По окончании училища была принята в труппу Театра имени Вахтангова, где служит и в настоящее время.
Знакомству Максаковой с композитором Микаэлом Таривердиевым в 1960-х годах приписывают историю, которая позже была использована в сценарии картины «Вокзал для двоих». По одной из версий, актриса была за рулём машины Таривердиева, когда на ночном Ленинградском проспекте прямо под её колеса из кустов выскочил человек. От удара человек погиб, а когда на место прибыли сотрудники ГАИ, Таривердиев сказал, что за рулём был он. В результате композитор был осуждён, но освобождён по амнистии. Сама Максакова рассказывала эту историю совершенно иначе: за рулём был композитор, который и сбил пешехода.
Любимая роль актрисы на всю жизнь — умная, обаятельная, решительная и непреклонная Таня Огнева (исторический прототип — Лиза Пылаева) в фильме «Татьянин день».
С 1970-х годов преподаёт в Театральном институте имени Бориса Щукина, профессор кафедры мастерства актёра.

## Семья
Отец — Александр Александрович Волков, баритон Большого театра, спустя два года после рождения дочери эмигрировал в США. Отчество дочери Людмиле дал друг матери, сотрудник органов государственной безопасности Василий Новиков.
Мать — Мария Петровна Максакова (1902—1974), оперная певица, солистка Большого театра; народная артистка СССР (1971), лауреат трёх Сталинских премий I степени (1946, 1949, 1951).
Дед по материнской линии — Пётр Васильевич Сидоров (1862—1906), служащий, саратовский мещанин.
Бабушка по материнской линии — Людмила Борисовна Сидорова (Людмила Сергеевна Сидорова — так на памятнике), астраханская мещанка.
Первый муж (начало 1960-х — начало 1970-х годов) — Феликс-Лев Збарский (1931—2016), советский и американский художник.
- Сын — Максим Львович Максаков (род. 1970)
  - Внук — Пётр Максимович Максаков (род. 1990)
    - Правнук — Анатолий Петрович (род. 2016), от дочери Юдашкина
    - Правнук — Аркадий Петрович (род. 2018), от дочери Юдашкина
    - Правнучка — Агата Ариелла Петровна (род. 2022)[6], от дочери Юдашкина

  - Внучка — Анна Максимовна Максакова
    - Правнучка — Ника Теймуровна Раджабова (род. 2022)

  - Внучка — Василиса Максимовна Максакова

Второй муж (1974—2018) — Петер Андреас Игенбергс (1937—2018), немецкий предприниматель, уроженец Праги, сын прибалтийского немца из Латвии. Похоронен в Мюнхене на кладбище Alter Nordfriedhof.
- Дочь — Мария Максакова-Игенбергс (род. 1977), оперная певица, депутат Государственной Думы России VI созыва (2011—2016).
  - Внук — Илья Максаков-Игенбергс (род. 23 июля 2004)
  - Внучка — Людмила-Елизавета Владимировна Максакова-Игенбергс
  - Внук — Иван Денисович Вороненков (род. 15 апреля 2016)

## Творчество

### Театр

#### Театральное училище им. Б. В. Щукина
- 1961 — Николь — «Мещанин во дворянстве», по пьесе Ж.-Б. Мольера, реж. В. Шлезингер, Л. В. Калиновский — диплом[7][8].

#### Театр имени Е. Б. Вахтангова
- 1961 — Маша Чубукова — «Стряпуха замужем», по пьесе А. Софронова, реж. Р. Симонов
- 1961 — Лаура [ввод] — «Маленькие трагедии» («Дон-Жуан, или Каменный гость»), по маленьким трагедиям А. С. Пушкина, режиссёр Е. Симонов
- 1961 — Фрузя [ввод] — «Дамы и гусары», по пьесе А. Фредро, реж. А. Ремизова
- 1962 — Маша, цыганка — «Живой труп», по пьесе Л. Н. Толстого, реж. Р. Симонов
- 1963 — Адельма, татарская княжна — «Принцесса Турандот», по фьябе Карло Гоцци, реж. Р. Симонов (для трансляции по телевидению спектакль записан в 1971 году)
- 1965 — Книппер-Чехова — «Насмешливое моё счастье», по пьесе Л. Малюгина, реж. А. Ремизова
- 1965 — Лолия — «Дион», по пьесе Л. Зорина, реж. Р. Симонов
- 1966 — Мария — «Конармия», по мотивам рассказов И. Бабеля, реж. Р. Симонов
- 1968 — Николь — «Мещанин во дворянстве», по пьесе Ж.-Б. Мольера, реж. В. Шлезингер
- 1968 — Мамаева — «На всякого мудреца довольно простоты», по пьесе А. Н. Островского, реж. А. Ремизова
- 1971 — Жанна — «Выбор», по пьесе А. Арбузова, реж. Л. Варпаховский
- 1975 — Шарлотта — «Господа Глембаи», по пьесе М. Крлежи, реж. Мирослав Белович (для трансляции по телевидению спектакль записан в 1979 году)
- 1976 — Леди Анна — «Ричард III», по пьесе У. Шекспира, реж Рачья Капланян и Михаил Ульянов (для трансляции по телевидению спектакль записан в 1982 году)
- 1976 — Жорж Санд — «Лето в Ноане», по пьесе Я.Ивашкевича, реж. А. Ковальчик, Александр Покровский (для трансляции по телевидению спектакль записан в 1979 году)
- 1978 — Клеткина — «Вечер старинных русских водевилей» (водевиль «Дайте мне старуху!» Василия Савинова) (спектакль записан для трансляции по телевидению (недоступная ссылка))
- 1979 — Соня — «Леший», по пьесе А. П. Чехова, реж. Е. Симонов (для трансляции по телевидению спектакль записан в 1981 году)
- 1979 — Дзайра — «Великая магия», по пьесе Эдуардо Де Филиппо, реж. Мирослав Белович (для трансляции по телевидению спектакль записан в 1980 году)
- 1983 — Анна Каренина — «Анна Каренина», инсценировка М. Рощина, по роману Л. Н. Толстого, реж. Роман Виктюк
- 1988 — Герцогиня Мальборо — «Стакан воды», по пьесе Э. Скриба, реж. Александр Белинский
- 1990 — Паола — «Дама без камелий», по пьесе Т. М. Рэттигана, реж. Роман Виктюк
- 1992 — Бизюкина — «Соборяне», пьеса Н. Садур, по одноимённому роману Н. С. Лескова, реж. Роман Виктюк
- 1993 — Коринкина — «Без вины виноватые», по пьесе А. Н. Островского, реж. Пётр Фоменко, Галина Покровская
- 1994 — Луиза Мальпьери — «Я тебя больше не знаю, милый», А. де Бенедетти, реж. Роман Виктюк
- 1996 — Графиня — «Пиковая дама», по повести А. С. Пушкина, реж. Пётр Фоменко
- 1999 — Виржини — «Воскрешение, или Чудо святого Антония», по пьесе М. Метерлинка, реж. Пётр Фоменко
- 2002 — Анна Андреевна — «Ревизор», по пьесе Н. В. Гоголя, реж. Римас Туминас
- 2003 — Аркадина — «Чайка», по пьесе А. П. Чехова, реж. П. Сафонов
- 2009 — Маман (Мария Васильевна Войницкая) — «Дядя Ваня», по пьесе А. П. Чехова, реж. Римас Туминас
- 2011 — Бабуленька — «Пристань» (Отрывок «Игрок»)., по пьесе Ф. М. Достоевский, реж. Римас Туминас
- 2013 — Няня, Танцмейстер — «Евгений Онегин», А. С. Пушкин, реж. Римас Туминас
- 2015 — Дама — «Минетти», Т. Бернхард, реж. Римас Туминас
- 2016 — Иокаста — «Царь Эдип», Софокл, реж. Римас Туминас
- 2021 — Ольга Пыжова — аудиоспектакль-променад «Вахтангов. Путь к Турандот», реж. Владимир Бельдиян
- 2021 — Марья Игнатьевна Перонская — «Война и мир», Л. Н. Толстой, реж. Римас Туминас
- 2021 — Голос — «С художника спросится», реж. Ася Князева
- 2022 — Мария Каллас — «Мастер-класс», Терренс Макнелли, реж. Сергей Яшин

#### Другие театры
- 1994 — Таня — «Полонез Огинского», по пьесе Н. Коляды, реж. Роман Виктюк / Театр Романа Виктюка
- 2001 — Элизабет — «Сон», по пьесе С. Далагера, реж. Сергей Арцибашев / Театр на Покровке
- 2003 — Раневская — «Вишнёвый сад», по пьесе А. П. Чехова, реж. Э. Някрошюс / Фонд Станиславского (Москва) & «Мено Фортас» (Вильнюс), — пресса — пресса
- 2006 — Грасиела — «Как жаль», по пьесе Г. Гарсия Маркеса «Любовная отповедь сидящему в кресле мужчине», реж. Пётр Фоменко / Мастерская Петра Фоменко
- 2012 — Настасья Ивановна — тётушка Иван Васильевича — «Театральный роман (Записки покойника)», по пьесе М. А. Булгакова, реж. П. Фоменко, К. Пирогов / Мастерская Петра Фоменко

### Роли в кино и на телевидении
- 1964 — Жили-были старик со старухой — Нина, дочь Гусаковых
- 1967 — Путь в «Сатурн» — Софи Краузе, радистка «Сатурна»
- 1967 — Конец «Сатурна» — Софи Краузе, радистка «Сатурна»
- 1967 — Татьянин день — Таня Огнева
- 1967 — Твой современник — посетительница кафе
- 1969 — Неподсуден — Надя, бывшая девушка Егорова, судья в Омске
- 1970 — Поезд в завтрашний день — Лидия Коноплёва
- 1971 — Антрацит — Наташа
- 1971 — Пропажа свидетеля — Настя, жена Зуева
- 1972 — Бой после победы — Софи Краузе
- 1973 — Плохой хороший человек — Надежда Фёдоровна
- 1973 — Прикосновение — Тамара Фабрициус
- 1974 — День приёма по личным вопросам — Галина
- 1974 — Осень — Марго, подруга Саши
- 1976 — Кафе «Изотоп» — Скурлатова
- 1979 — Летучая мышь — Розалинда Айзенштайн, жена Генриха, баронесса (поёт Лариса Шевченко)
- 1978 — Отец Сергий — Маковкина
- 1982 — Сегодня и всегда
- 1984 — Прохиндиада, или Бег на месте — Мария Никитична, ректор
- 1985 — Перед самим собой — Тамара Шубникова
- 1985 — Поездки на старом автомобиле — Зоя Павловна
- 1986 — По главной улице с оркестром — Алла Максимовна
- 1986 — Там, где нас нет — Софья Михайловна
- 1987 — Десять негритят — мисс Эмили Брент
- 1987 — Претендент / Uchazeč
- 1989 — Дни человека — мать Инфантьева
- 1996 — Машинистки
- 1998 — Му-му — барыня
- 2001 — Идеальная пара — Надежда Васильевна Потапова
- 2003 — Смеситель — Агнесса, подруга Вити
- 2004 — О любви в любую погоду — агент Зоя
- 2007 — Анна Каренина — Лидия Ивановна
- 2010 — Крест в круге — Вершинская
- 2010 — Индус — Маргарита Александровна, мать Леонида
- 2011 — Слепое счастье — Лидия Николаевна Жукова
- 2012 — 2016 — Кухня — Вера Ивановна, мама Лёвы
- 2014 — Доктор смерть — Анна Павловна, мать Егора
- 2014 — Наследие — мать Гюнтера
- 2017 — Притяжение — Люба, бабушка Юлии Валентиновны Лебедевой
- 2018 — ВМаяковский — Лиля Брик
- 2021 — Номинация — Агафья Александровна Истомина[9]

### Дубляж
- 2013 — Университет монстров — декан Ада Терзалес

### Телеспектакли
- 1964 — Повесть о молодых супругах
- 1967 — Курьер Кремля
- 1969 — Фауст — Маргарита
- 1971 — На всякого мудреца довольно простоты — Клеопатра Львовна Мамаева
- 1971 — Принцесса Турандот — Адельма
- 1974 — Театр Клары Газуль («Женщина-дьявол») — Клара Газуль
- 1978 — Лето в Ноане — Жорж Санд
- 1978 — Вечер старинных русских водевилей («Дайте мне старуху!») — Клеткина
- 1979 — Господа Глембаи — Шарлотта
- 1979 — Идиот — Настасья Филипповна
- 1980 — Великая магия — Дзайра
- 1980 — Леший — Соня
- 1982 — Ричард III — леди Анна
- 1992 — Сонм белых княжон — Александра Фёдоровна

### Документальные фильмы
- «Людмила Максакова. „Дама с характером“» («Первый канал», 2010)[10]

## Киновоплощения
- 2013 — Людмила — Лилия Климова

## Признание и награды
Государственные награды СССР и Российской Федерации:
- Заслуженная артистка РСФСР (11 ноября 1971).
- Народная артистка РСФСР (2 октября 1980).
- Государственная премия Российской Федерации (1995) — за спектакль Государственного академического театра имени Евг. Вахтангова «Без вины виноватые» по пьесе А. Н. Островского.
- орден «За заслуги перед Отечеством» III степени (2 марта 2018) — за большой вклад в развитие отечественной культуры и искусства, многолетнюю плодотворную деятельность[11].
- орден «За заслуги перед Отечеством» IV степени (17 октября 1996) — за заслуги перед государством и выдающийся вклад в развитие театрального искусства[12].
- Почётная грамота Президента Российской Федерации (20 сентября 2021) — за большой вклад в развитие отечественной культуры и искусства, многолетнюю плодотворную деятельность[13].
- Благодарность Президента Российской Федерации (14 июля 2011) — за большие заслуги в области культуры и многолетнюю плодотворную деятельность[14].

Другие награды, поощрения и общественное признание:
- Лауреат Премии им. К. Станиславского (1996).
- Лауреат театральной премии «Хрустальная Турандот».
- Памятная Золотая Медаль Сергея Михалкова (2010)[15]
- Медаль «За веру и добро» (2017, Кемеровская область) — за значительный вклад в сохранение и приумножение ценностей театрального и киноискусства, верное служение своему профессиональному долгу, уникальный талант, богатый творческий потенциал, высочайшую самоотдачу, веру в добро и любовь к жизни[16].
- Специальная премия «Золотая маска» в номинации «За выдающийся вклад в развитие театрального искусства» (2023)[17].